# 타카헤
타카헤(마오리어: takahē ; 학명 : Porphyrio hochstetteri), 뉴질랜드에서 서식하는 덩굴눈 뜸부기과로 분류되는 조류의 일종이다. 한때 노토루니스(Notornis)라고도 불렸다. 또한 멸종 될 줄 알았는데 뒤늦게나마 발견된 조류 중에 하나.

## 분포
뉴질랜드 고유 종이다.

## 변종
- Porphyrio mantelli mantelli　(Owen, 1848) 뉴질랜드 북섬에 서식하고 있었지만, 이미 멸종. 모호(Moho)라고도 불렸다.
- Porphyrio mantelli hochstetteri　(ABMeyer, 1883) 뉴질랜드 남섬에 서식

## 생태
날지 못하는 새로, 산지와 숲의 초원에 단독 또는 작은 가족군으로 산다. 미끼는 잔디의 새싹과 밝은 줄기, 잔디 열매 등 대부분 초식이지만, 무척추동물과 파충류를 포식하기도 한다. 한쪽 다리로 서서 잔디를 잡고 부리로 먹을 수 없는 부분을 제거 후 섭취한다.
번식기는 주로 10-12월에 바닥에 구덩이를 만들고 마른 풀 등을 깔아 둥지를 만든다. 알 수는 2개, 알을 품는 일수는 29-31일이다. 새끼는 부화 직후에 홀로 독립해서 보통 생후 2년까지 성숙하는데, 1세 개체는 어미 새의 육아에 도움을 준다.

## 인간과의 관계
뉴질랜드에 처음 도착한 사람은 뉴질랜드인이고, 그것은 9세기 무렵으로 추정되지만, 이후 그들은 가져온 동물 (고양이와 족제비 같은 육식 동물, 사슴 등) 및 환경 파괴의 영향으로 개체수가 급감하고 이후 멸종되었다고 보고되었다. 그러나 1948년에 몇몇이 살아있는 것이 판명되었다. 현재는 보호 구역이 제정되어 사육 하에서 번식 노력도 행해지고 있지만, 뉴질랜드에 서식하는 다른 종의 조류의 영향으로 멸종의 위험은 여전히 불식되지 않고 있다.

## 갤러리

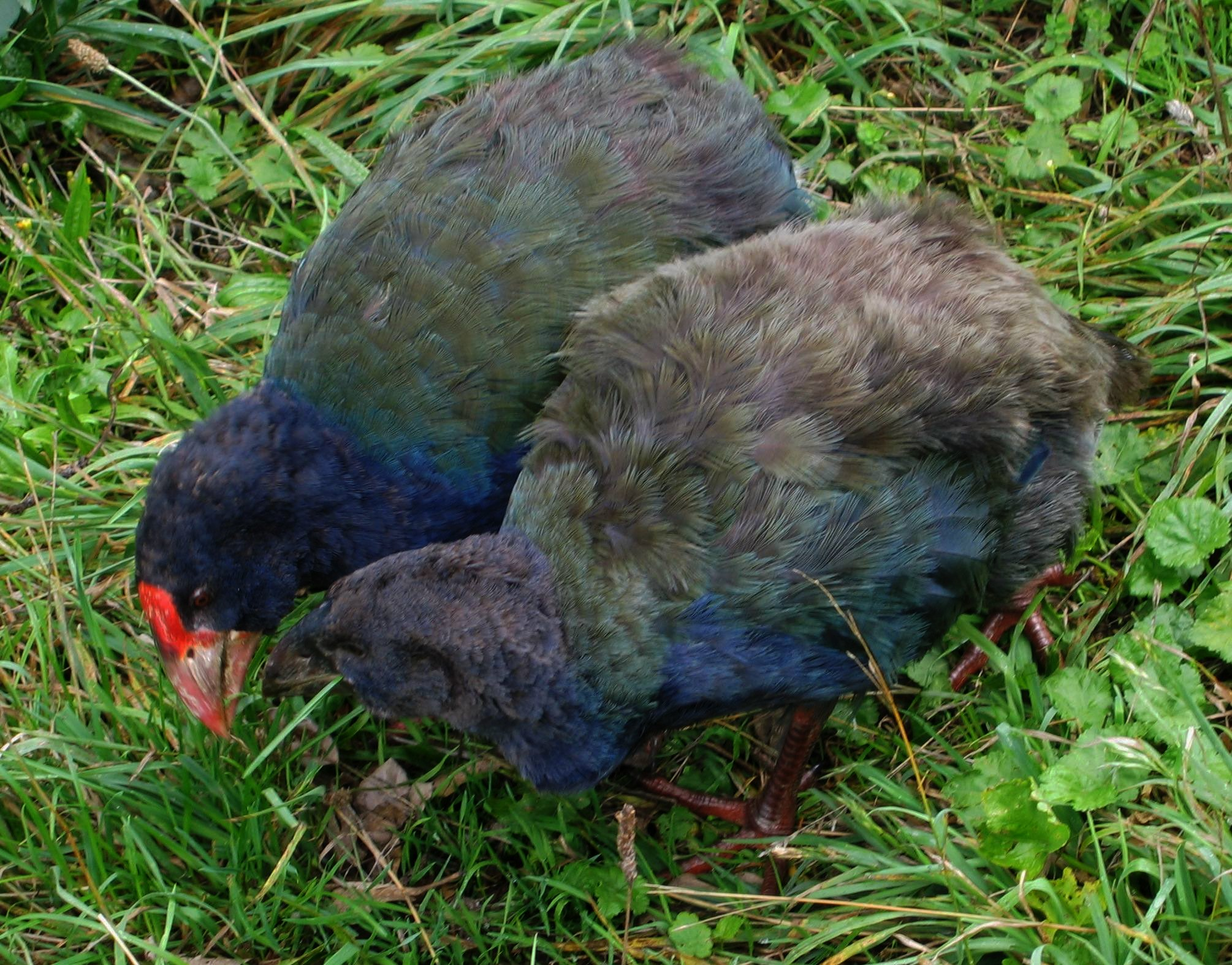
먹이를 주는 어미새
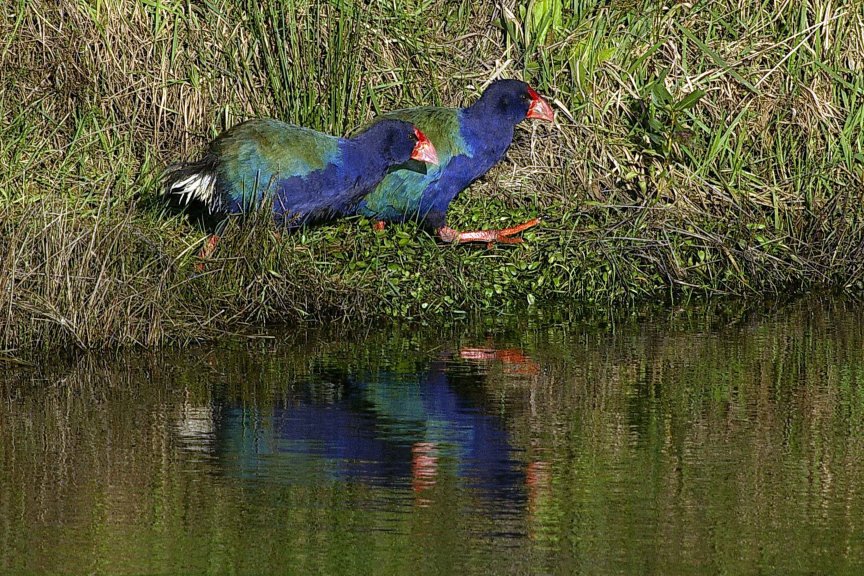
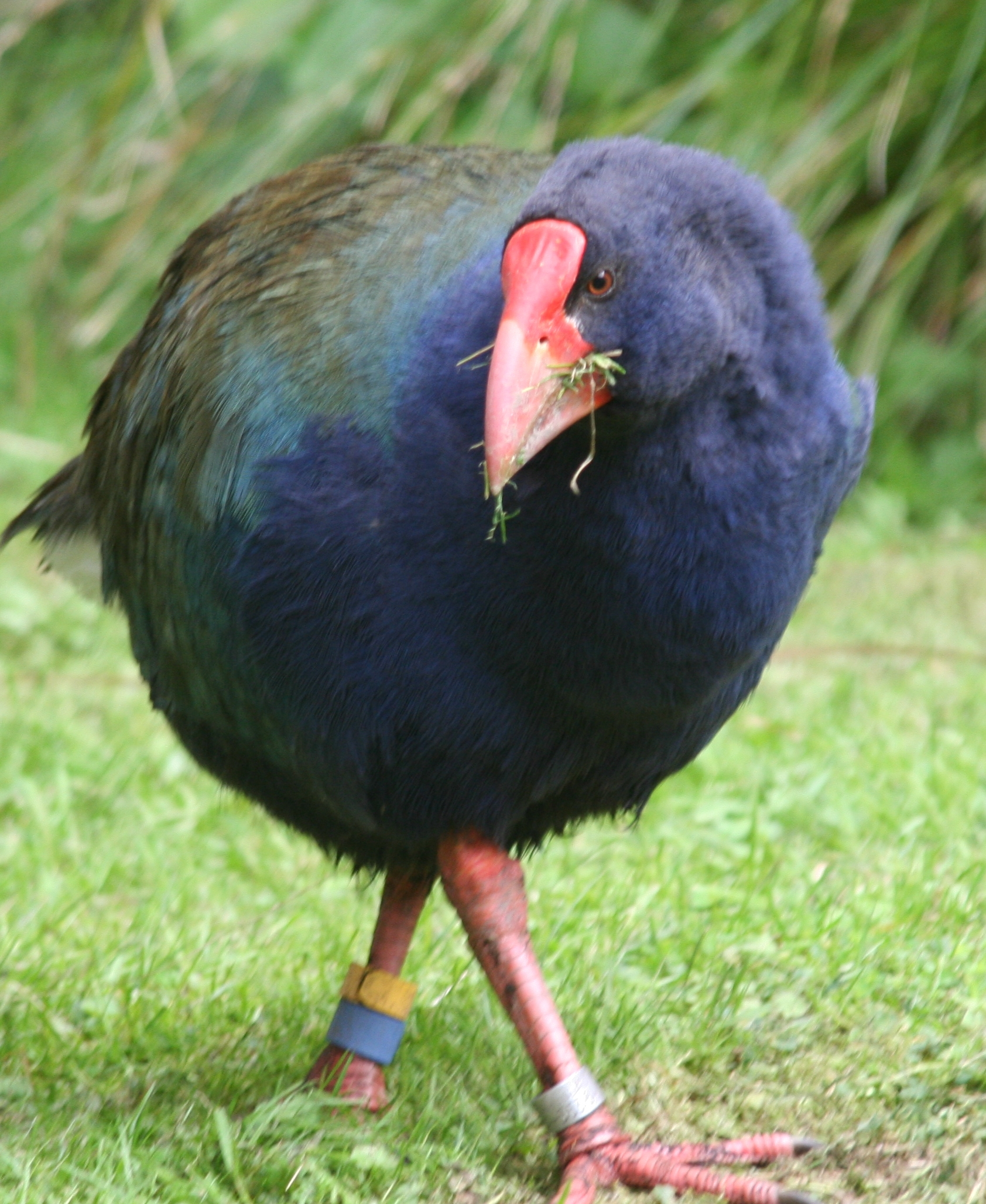
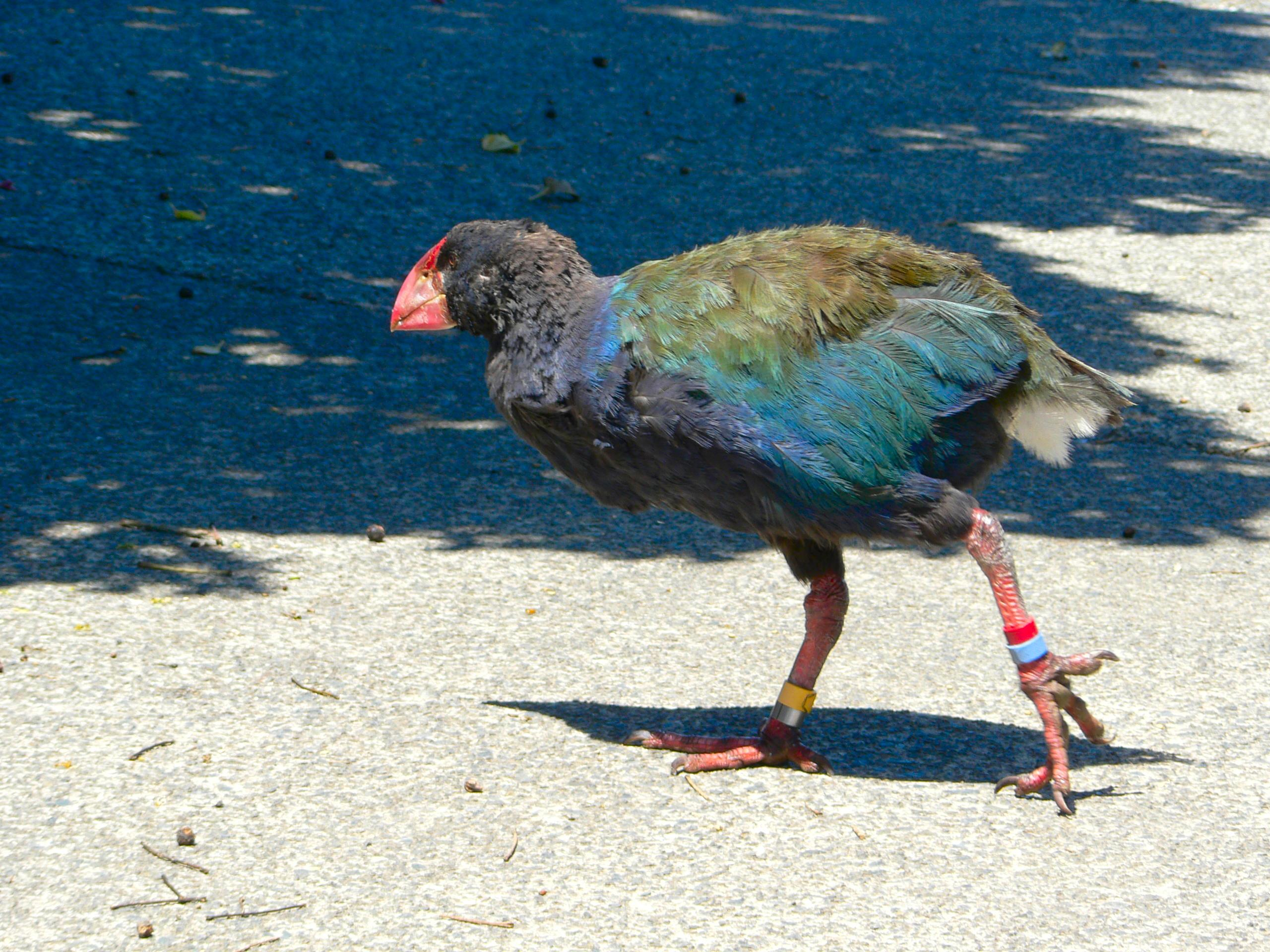

## 같이 보기
- 날지 못하는 새

1. ↑  BirdLife International (2020). “Porphyrio hochstetteri”. 《IUCN 적색 목록》 (IUCN) 2020: e.T22692808A170983662. doi:10.2305/IUCN.UK.2020-3.RLTS.T22692808A170983662.en. 2021년 11월 12일에 확인함.
2. ↑  “Porphyrio hochstetteri”. 《nztcs.org.nz》. 2020년 2월 16일에 확인함.